# Le Plessis-Belleville
Le Plessis-Belleville is een gemeente in het Franse departement Oise (regio Hauts-de-France). De plaats maakt deel uit van het arrondissement Senlis. Le Plessis-Belleville telde op 1 januari 2022 3.822 inwoners.

## Geografie
De oppervlakte van Le Plessis-Belleville bedroeg op 1 januari 2022 6,86 vierkante kilometer; de bevolkingsdichtheid was toen 557,1 inwoners per km².

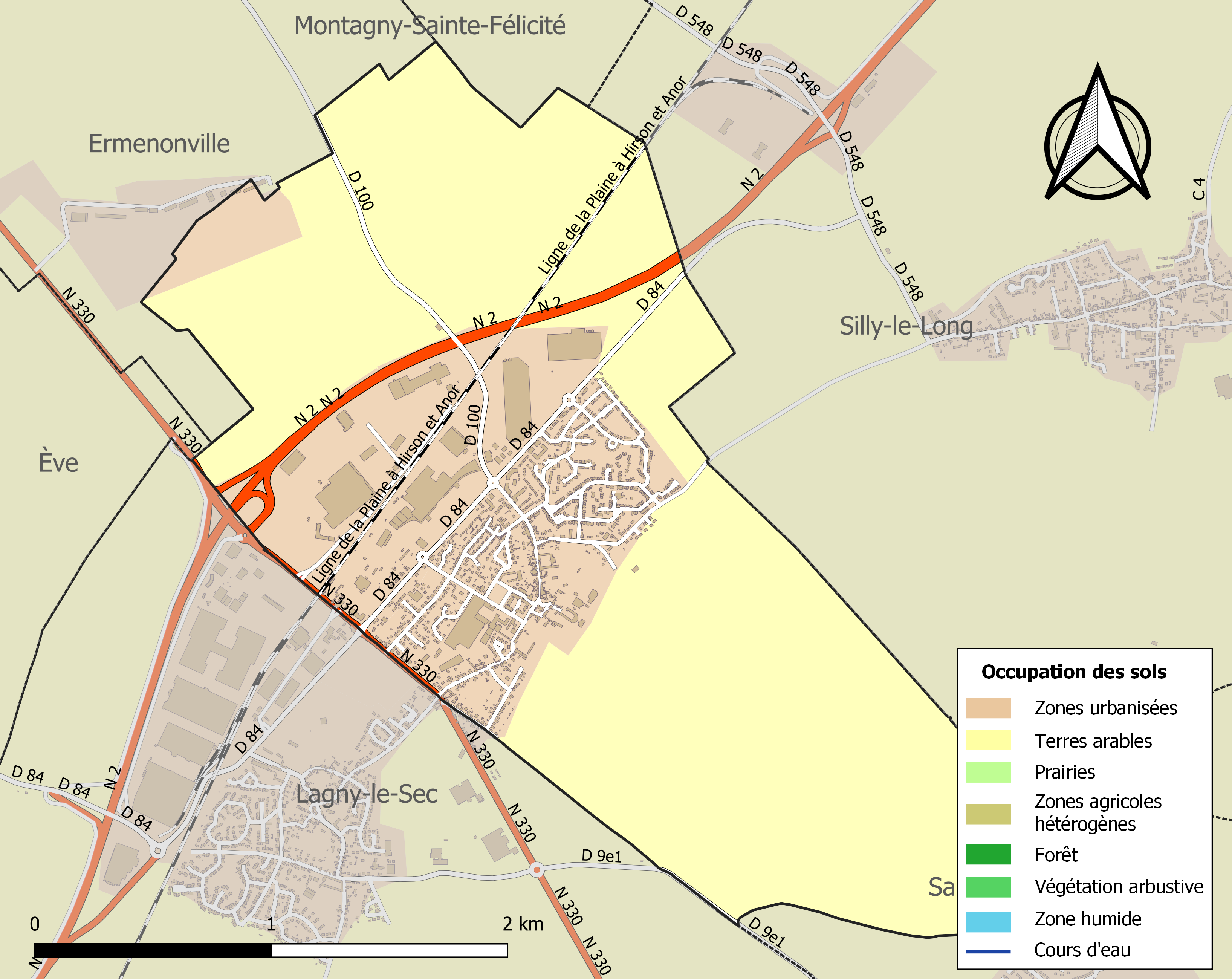
Kaart van de gemeente met belangrijkste infrastructuur, bodemgebruik en omliggende gemeenten

## Demografie
Onderstaande figuur toont het verloop van het inwonertal (bron: INSEE-tellingen).